# 2016年夏季奥林匹克运动会中国柔道队
参加2016年北京夏季奥林匹克运动会的中国柔道队共计24人，其中运动员14人，官员与工作人员10人，领队沈志刚。柔道是中国的女子强项，中国首次在1992年巴塞罗那奥运会上取得女子项目的一金三铜以后，到2008年夏季奥林匹克运动会的历届奥运会均获得女子项目的金牌。

## 人员构成
运动员（14人）

男运动员（7人）： 

女运动员（7人）： 
官员与管理人员（10人）

领队：沈志刚，副领队：熊凤山 

教练员（6人）：傅国义、刘永福、吴卫凤、刘家岭、张建忠、徐殿平、吕苗苗、石明、周益强、李斌 

医生：苏活权，管理：刘祯